# 原胤敦
原 胤敦（はら たねあつ、寛延2年（1749年） - 文政10年（1827年））は、江戸時代後期の人物。千葉氏支流原氏の出といい、甲斐武田家の家臣原胤歳の子孫。八王子千人頭。通称は半左衛門。

## 略歴
- 蝦夷地御用を願い出て八王子千人同心子弟100名と共に赴任。1800年寛政12年、北方警備と開拓のため自らの一行は箱館から白糠(釧路近く)へ、弟の新助一行は勇払(苫小牧近く)へ千人同心をそれぞれ移住。道中、伊能忠敬に出会う。1804年（文化元年）極寒の地のため死者16人が出るなど困難を極めたが功績あって、この年の2月箱館奉行支配調役に任ぜられ配下の者は地役御雇となって各地で警備・開拓に従事した。苫小牧から斜里郡へ至る斜里山道(斜里越)開削。病人や死者が続出し率いた開拓者は1805年（文化2年）までに多摩地域に戻っている。原胤敦は1808年（文化5年）に八王子に帰国。[1]。これが縁で苫小牧市と八王子市は姉妹都市となった。
- 1813年（文化10年）幕命により塩野適斎、植田孟縉とともに「新編武蔵風土記稿」の編纂に従事。
- 墓地は東京都八王子市上野町の本立寺にある。

## その他
一魁斎芳年筆「川中嶋大合戦之図」の信玄・謙信一騎打ち逸話の絵図で有名な原虎吉(胤歳)一族。

孫の原胤禄が天保元年(1830年)に「新編相模国風土記稿」、津久井県の部10巻を献上した。

八王子千人同心子弟による第2回の蝦夷地移住は安政6年(1858年)行われた。(静観園参照)